# 高橋章
高橋章（たかはし あきら、1938年2月11日 - 2023年2月10日）は、日本の美術造形家、映画美術監督。

## 来歴
1938年（昭和13年）2月11日、満洲国（遼寧省）に生まれる。父親は日本郵船の大阪支店長を務めており、満州は父親の赴任先であった。終戦後は姫路で暮らした。もともとは絵描き志望だったという。
1965年（昭和40年）、学生時代に大映初の怪獣映画『大怪獣ガメラ』（湯浅憲明監督）の特撮現場にアルバイトとして参加。「操演スタッフ」としてミニチュアの操演や破壊の撮影に従事する。この『ガメラ』の美術スタッフには、八木正夫・三上陸男・村瀬継蔵・鈴木昶らがいた。同年、八木は三上や村瀬、鈴木らこの時集まったメンバーとともに、造形会社「エキス・プロダクション」を創設。
1966年（昭和41年）、東宝の怪獣映画『ゴジラ・エビラ・モスラ 南海の大決闘』（福田純監督）に特撮美術スタッフとして参加。東映で『黄金バット』（佐藤肇監督）に前澤範とともに参加するが、現場の方針が合わず、二人とも3日ほどで現場を離れる。
1967年（昭和42年）、松竹映画初の怪獣映画『宇宙大怪獣ギララ』（二本松嘉瑞監督）に特撮美術スタッフとして参加。この他、アルバイトであちこちの映画の現場に関わる。
1969年（昭和44年）、東宝映画『緯度0大作戦』（本多猪四郎監督）で、エキスプロのスタッフや前澤範とともに怪獣「グリフォン」、「大ネズミ」を数体作った。NMCプロの特撮テレビ番組『魔神バンダー』（フジテレビ）では、前澤と二人で特撮の撮影助手を務めた。
1971年（昭和46年）、エキスプロが東映のテレビ番組『仮面ライダー』（毎日放送）の美術全般を担当することになるが、当初参加していた三上陸男が多忙であったため、クランクイン前に旧知の高橋と前澤に参入を呼び掛ける。前澤のスケジュールが合わなかったため、高橋が三上の後任として参加することとなり、エキスプロの契約スタッフとなる。そして、助手として八木功を呼びよせた。
以後、東映生田スタジオを拠点に、敵組織「ショッカー」の怪人デザインや美術造形全般を手掛ける。続いて『好き! すき!! 魔女先生』（朝日放送）の美術を担当。
1972年（昭和47年）、『仮面ライダー』、『変身忍者 嵐』（毎日放送）、『超人バロム・1』（よみうりテレビ）などの「変身ヒーロー番組」で「怪人」デザインを始め、美術全般を担当。「変身ブーム」を支える。
1973年（昭和48年）、『仮面ライダーV3』（毎日放送）、『ロボット刑事』（フジテレビ）、『イナズマン』（NET）を担当。
1974年（昭和49年）、『イナズマンF』（NET）、『仮面ライダーX』（毎日放送）を担当。『仮面ライダーアマゾン』序盤を最後にエキスプロ、生田撮影所作品から離れる。
1975年（昭和50年）、エキスプロを退社した三上陸男や藤崎幸雄らとともに造形会社「コスモプロダクション」を設立。以降、三上とともに映画作品に多数参加。
1978年（昭和53年）、東映京都の特撮映画『宇宙からのメッセージ』（深作欣二監督）、『宇宙からのメッセージ・銀河大戦』（NET）の美術を、三上とともに担当。
1979年（昭和54年）、東映のテレビ番組『新・仮面ライダー』（毎日放送）で三上と組み、4年ぶりに復活した仮面ライダーの美術の前半部分を手掛ける。しかし、怪人デザインは担当しなかった。
映画では『その後の仁義なき戦い』（工藤栄一監督）などで、本編美術を手がける。工藤監督作品では他に1982年（昭和57年）の東映京都作品『野獣刑事』などがある。
1980年（昭和55年）、コスモプロが製作したテレビ特撮番組『Xボンバー』（フジテレビ系）に参加。キャラクターデザインから美術全般、絵コンテ作成、ドラマ部分の演出など、八面六臂の活躍を見せた。高橋が三上と組んで行なった精巧なミニチュア特撮とキャラクター造形は、英国他海外でも高い評価を受けている。                             
1983年（昭和58年）、松竹・角川春樹事務所作品『蒲田行進曲』、東映京都作品で『里見八犬伝』と、深作欣二監督作品で本編美術を担当。『蒲田行進曲』で、「第37回毎日映画コンクール」の「美術賞」を受賞。
1987年（昭和62年）、『はいからさんが通る』（佐藤雅道監督）、1988年（昭和63年）、『菩提樹 リンデンバウム』（山口和彦監督）を担当。
1990年（平成2年）、『鉄拳』 （阪本順治監督）を担当。
1995年（平成7年）、『犯人に願いを』（細野辰興監督） を担当。
その他、映画やドラマの本編美術を中心に活躍している。
2023年2月10日、老衰のため死去。84歳没。

## 『仮面ライダー』でのエピソード
- 高橋は『仮面ライダー』を皮切りに、エキスプロと東映生田撮影所が制作した「変身ヒーロー番組」で、美術デザイナーを務めている。敵役のショッカー怪人は、三上陸男による「さそり男」の頭部デザインを元に胴体を描き[8]、第4話の「サラセニア人間」からは高橋の担当となった[9]。この「サラセニア人間」は、高橋のオリジナルデザインだった。
- 以降、「ショッカー怪人」は、石森章太郎のラフデザインを高橋が造形用に描き起こす形で造形されたが、番組がすすむにつれて石森章太郎のラフがないことが多くなり、その場合は高橋らエキスプロのスタッフによるオリジナルデザインだった。高橋は怪人などの各種デザインの中心的なデザイナーであり、現存する怪人のデザイン画は高橋のサインの入ったものが多い。怪人の衣装の制作予算は通常特撮番組の怪獣用の1/3の[要出典]約8万円だったといい[1]、三上の「人間体型にして、略式の怪獣との考えで行こう」との発想で始められた。高橋は怪人に不気味さを出すため、被り物に演技者の眼をのぞかせ、「リアルさを追求した」と語っている。また共通の意匠として「ショッカーベルト」を考案している。仮面ライダーの専用オートバイ「サイクロン号」の前面にある「立花レーシングクラブ」のマークも、高橋によるデザインである。高橋によると、この単車が納品された際に、二つある前照灯の間が寂しかったので、このマークを貼り付けたのだという[8]。
- 『仮面ライダー』のために設立された生田撮影所は、撮入前にはプレハブ2棟に裸電球がぶら下がっているだけの簡素なもので、三上が手掛けたショッカーアジト内と、元・大映の矢野友久が手掛けた「スナック・アミーゴ」の2つのセットしかなかった[1]。さらに美術予算は各話6万円しかなく[1]、毎日放送側が期待した「ウルトラシリーズ」のような未来的イメージは望むらくもなかった。高橋は工夫でこれを補い、アジト内におどろおどろしい紋様や[注釈 4]怪人の設計図、イラストを描き込み、画面に最大限の効果を与えている。時間的余裕はなく、セットの絵はぶっつけ本番で図面などなかったという[1]。高橋はこの本編美術の合間を縫って、2体進行で怪人のデザインを進めていたのである。
- 高橋は「怪人」のデザインについて、「動物図鑑などを見て、いかにも“らしい”部分を拡大解釈して、この動物なら何が武器になるか、面白いかを考えていく、そうすると大体の形が出てくる。色に関してはあまり考えていない、子供が夢中になるような派手な色が良いだろうってことです」と語っている[1]。
- 『仮面ライダー』が、翌年にかけ空前の「変身ブーム」を巻き起こすなか、生田撮影所では次々と同種の番組が作られるが、高橋は上記したような「怪人のデザイン」、「セットの塗り替え」、「マットペイント作画」、「特撮で爆発・溶解する発泡スチロール製の人形や建物の制作」など美術作業の膨大な数々を驚異的なペースでこなしている[1]。「『仮面ライダー』の現場に入ったその時から泊まり込みだった」という[1]。ショッカーアジトのセットは2本撮りの1本目が終わると翌朝の撮影のために大道具スタッフが色を塗り替え、高橋はペンキが乾いた夜中に徹夜で作業をしていた[1][8]。
- 『仮面ライダー』第2クールから用いられたショッカー戦闘員のマスクは、最初のサンプルを高橋の妻が作っており、その後も内職でアトラクション用のものを手がけることなどもあったという[8]。
- 『仮面ライダーX』に登場する怪人「ユリシーズ」の顔は、同僚の前澤範の顔の石膏型を使ったもので、これは高橋の発案だった。